# المعجزة الكبرى (فلم)
المعجزة الكبرى هو فيلم دراما أمريكي عائلية من بطولة درو بيريمور وجون كراسينسكي. من إخراج كين كوابيس. صدر الفيلم في 3 شباط 2012.
يعتمد السيناريو الذي كتبه جاك أميل ومايكل بيغلر، استنادًا إلى كتاب توماس روز «تحرير الحيتان»، نسبة ل«عملية الاختراق» التي تمت في عام 1988، وهو جهد دولي لإطلاق ثلاث حيتان رمادية محاصرة في الجليد بالقرب من نقطة بارو، ألاسكا.

## وصلات خارجية
- مقالات تستعمل روابط فنية بلا صلة مع ويكي بيانات